# Luciano Berio
Luciano Berio (24. října 1925, Oneglia – 27. května 2003, Řím) byl italský hudební skladatel, patřící k avantgardním poválečného období, známý pro svou experimentální hudbu (např. „Sinfonia“ z roku 1968) a průkopnickou činnost v oblasti hudby elektronické. Upozornil na sebe též svými transkripcemi děl jiných autorů vážné hudby nejrůznějších období, od Henry Purcella až po Stravinského a hudebními aplikacemi filosofických, literárních a básnických děl či témat od Bible až po Jamese Joyce.

## Biografie
Italský skladatel Luciano Berio se narodil 24. října 1925 v Borgo d´Oneglia, malé vesnici v kraji Ligurie na severozápadě Itálie do hudební rodiny (otec Ernesto a dědeček Adolfo byli varhaníky a skladateli). Beriova kariéra klavíristy byla přerušena zraněním pravé ruky hned první den po odvodu do armády během 2. světové války. Zůstal ve vojenské nemocnici a později utekl bojovat v odboji proti nacismu. Po válce studoval skladbu na Konzervatoři v Miláně (Giulio Cesare Paribeni a Giorgio Federico Ghedini) do roku 1951, kdy odešel do Spojených států studovat seriální skladbu u Luigi Dallapiccoliho v Tanglewoodu. Roku 1950 se seznámil s mladou americkou studentkou, zpěvačkou Cathy Berberian, se kterou se po absolutoriu vzali a rozvedli v 1964. Měli dceru Christinu (* 1953).
Z Tanglewoodu se vrátil do Milána, kde pracoval pro italské rádio a televizní vysílání RAI. Tato práce ho přivedla do blízkého kontaktu s Umbertem Ecem, z kterého vzniklo dlouholeté přátelství. Roku 1955 Berio spoluzaložil s Brunem Madernou elektronické hudební Studio di Fonologia v Miláně, kde pracovalo mnoho skladatelů, mj. také Henri Pousseur a John Cage. Berio též vydával časopis o elektronické hudbě Incontri Musicali. Během letních škol v Darmstadtu (Internationale Ferienkurse für Neue Musik) se setkal s Pierrem Boulezem, Karlheinzem Stockhausenem, Györgym Ligetim a Mauriciem Kagelem.
V roce 1960 byl Berio dosazen jako Composer in residence v Tanglewoodu. O dva roky později byl pozván Dariem Milhaudem k pedagogickému působení na Mills College v Oakland v Kalifornii. V letech 1965–1971 vyučoval na Juilliard School of Music. Zde založil Juilliard Ensemble, který se specializuje na propagaci současné hudby. Mezi jeho studenty byli Steve Reich, Luca Francesconi, Louis Andriessen, Phil Lesh a další. V roce 1965 se oženil s filozofkou Susan Oyama, se kterou se rozvedl v roce 1972. Měli dceru Marinu (* 1966) a syna Stefana (* 1968).
Do Itálie se vrátil v roce 1972 a koupil pozemek a obydlí v Radicondoli. Rekonstrukce, znovuzaložení vinic a ovocného sadu trvaly více než dva roky do roku 1975, než se tam konečně nastěhoval. 1974–1980 byl ředitelem IRCAM v Paříži. Spolupráce s Pierrem Boulezem. Oženil se potřetí s izraelskou muzikoložkou Taliou Peckerovou v roce 1977. Z tohoto manželství se narodili dva synové, Daniel (* 1978) a Jonathan (* 1980).
Berio otevřel Tempo Reale ve Florencii v 1987.
Po studiích na milánské konzervatoři pracoval nějaký čas pro Italskou společnost rozhlasového a televizního vysílání (1953–1960), kde založil „Fonologické studio“, v jehož rámci organizoval série koncertů avantgardní vážné hudby. V letech 1961–1965 se věnoval pedagogické činnosti – přednášel ve Spojených státech na Harvardově univerzitě, kde se též seznámil s kompozičními technikami serialismu a na několika evropských na univerzitách, především v Darmstadtu (zde se profesně setkal s dalšími význačnými avantgardními skladateli té doby, jako byli Pierre Boulez, Karlheinz Stockhausen či György Ligeti). Od roku 1965 byl učitelem fakulty hudební skladby na Juilliard School v New York, kde působil až do r. 1971. Od roku 1980 byl členem Ústavu pro elektroakustickou hudbu v Paříži, v roce 1981 pak založil Institut pro novou hudbu ve Florencii, kde posléze realizovala svou hudbu celá řada skladatelů, např. John Cage. V průběhu své kariéry působil též jako hudební ředitel regionálního orchestru, umělecký ředitel „Maggio Musicale“ ve Florencii, od roku 1988 se stal čestným členem Royal Academy of Music v Londýně. Obdržel také prestižní Siemensovu cenu. Beriovy skladby jsou pravidelně hrány prakticky po celém světě.
Luciano Berio byl oceněn mnoha poctami a cenami. Čestný doktorát City University v Londýně (1980), čestné členství Royal Academy of Music v Londýně (1988), prestižní Siemens-Musikpreis (1989), Norton Professor of Poetry na Harvard University (1993–1994), Distinguished Composer in Residence na Harvard University (1994–2000), čestný doktorát od University of Siena (1995), Praemium Imperiale uděleno Japan Art Association (1996), presidentem Accademia Nazionale di Santa Cecilia v Římě (2000).
Luciano Berio zemřel 27. května 2003 v nemocnici v Římě.

## "eSACHERe"
Spolu s dalšími 11 skladateli – přáteli (C. Beck, L. Berio, P. Boulez, B. Britten, H. Dutilleux, W. Fortner, A. Ginastera, C. Halffter, H. W. Henze, H. Holliger, K. Huber a W. Lutoslawski) švýcarského dirigenta a mecenáše Paula Sachera (1906–1999), byl požádán ruským violoncellistou Mstislavem Rostropovičem, aby u příležitosti Sachrových 70. narozenin napsal skladbu pro sólové violoncello s použitím not obsažených v jeho jméně (eS, A, C, H, E, Re). Luciano Berio vytvořil skladbu LES MOTS SONT ALLES. Skladby byly částečně uvedeny Curychu 2. května 1976. Celý projekt "eSACHERe" bude uveden (poprvé v kompletním provedení) českým violoncellistou Františkem Brikciem na podzim 2010–2011 v Praze.
| Skladatel          | Skladba                             |
| ------------------ | ----------------------------------- |
| Conrad Beck        | Drei Epigramme                      |
| Luciano Berio      | Les Mots sont allés ...             |
| Pierre Boulez      | Messagesquisse                      |
| Benjamin Britten   | Tema 'Sacher'                       |
| Henri Dutilleux    | 3 Strophes sur le nom de Sacher     |
| Wolfgang Fortner   | Thema und Variationen               |
| Alberto Ginastera  | Punena n° 2, op. 45                 |
| Cristóbal Halffter | Variationen über das Thema eSACHERe |
| Hans Werner Henze  | Capriccio per Paul Sacher           |
| Heinz Holliger     | Chaconne                            |
| Klaus Huber        | Transpositio ad infinitum           |
| Witold Lutosławski | Sacher-Variation                    |

## Díla

### Elektroakustická hudba
- Thema (Omaggio a Joyce), magnetofonový pás (1958)
- Allez-Hop, magnetofonový pás (1959)
- Visage, magnetofonový pás (1961)
- Chants parallèles, magnetofonový pás (1975)
- Diario immaginario - elektronická hudba (1975)

### Vokální skladby
- Circles, pro sólový zpěv, harfu a perkuse (1960)
- Folk Songs, pro mezzosoprán a sedm nástrojů (1964)
- Laborintus II, pro sólový zpěv, nástroje a magnotofonový pás (1965)
- Sequenza III, pro sólový zpěv (1966)
- O King, pro mezzosoprán a pět nástrojů (1968)
- Simfonia, pro efektované (elektricky zesílené a modifikované) hlasy a orchestr (1968)
- Recital (for Cathy), pro mezzosoprán a 17 nástrojů (1971)
- Cries of London, pro osm hlasů (1974)
- A-Ronne, pro 5 až 8 hlasů (1975)
- Canticum Novissimi Testamenti I, pro sbor (1988)
- Canticum Novissimi Testamenti II, pro 8 hlasů, 4 klarinety a saxofonový kvartet.

(1988)

### Instrumentální skladby
- Sequenza I, pro flétnu (1958)
- Sequenza II, pro harfu (1963)
- Chemins I, pro harfu a orquestr (1965)
- Sequenza III, per hlas (1966)
- Sequenza IV, pro klavír (1966)
- Sequenza V, pro trombón (1966)
- Sequenza VI, pro violu (1967)
- Chemins II, pro violu a devět nástrojů (1967)
- Chemins III, pro violu a orchestr (1968)
- Sequenza VII, pro hoboj (1969)
- Chemins IIb, pro orchestr (1970)
- Chemins IIc, pro basklarinet a orchestr (1972)
- Línia, pro dva klavíry, vibrafon a marimbu (1973)
- Points of the Curve to Find, pro klavír a 22 nástrojů (1974)
- Sequenza VIII, pro violy (1975)
- Chemins IV, pro hoboj a smyčcové nástroje (1975)
- Il ritorno degli snovidenia, pro violoncello a 30 nástrojů (1977)
- Sequenza IX, pro altsaxofon (1980)
- Accordo, pro dechovou sekci a perkuse (1981)
- Sequenza X, pro trubku a efektovaný klavír (1984)
- Voci, pro violu a dvě skupiny nástrojů (1984)
- Sequenza XI, pro kytaru (1988)
- Chemins V, pro kytaru a 42 nástrojů (1992)
- Notturno, pro smyčcový kvartet (1994)
- Sequenza XII, pro fagot (1995)
- Sequenza XIII, pro akordeon (1995)
- Alternatim, pro klarinet, violu a orchestr (1997)
- Altra voce, pro flétnu, mezzosoprán a elektroniku (1999)
- Sequenza XIV, pro violoncello (2002)

### Orchestrální skladby
- Simfonia, pro osm efektovaných hlasů a orchestr (1969)
- Chemins IIb, pro orchestr (1970)
- Moviment,pro orchestr (1971)
- Concert, pro dva klíry a orchestr (1972)
- Still, pro orchestr (1973)
- Eindrücke, ro orchestr (1974)
- Cor, pro orchestr a sbor (1976)
- Rèquiem, pro orchestr(1984)
- Continu, pro orchestr (1991)
- Ekphrasis (Continu II), pro orchestr (1996)

### Scénická hudba
- Opera, teatre musical (1970)
- Per la dolce memòria di quel giorno, ballet (1974)
- La vera storia, teatre musical (1978)
- Un re in ascolto, teatre musical (1984)
- Outis, teatre musical (1996)

## Opery
- La Vera Storia (1981)
- Un re in ascolto (1984)